# Пчела (Брянская область)
Пчела — поселок в Клинцовском районе Брянской области в составе Медвёдовского сельского поселения.

## География
Находится в западной части Брянской области на расстоянии приблизительно 17 км на восток-юго-восток по прямой от железнодорожного вокзала станции Клинцы.

## История
Известен был с конца 1920-х годов. Действовал одноименный колхоз.  
До 1954 и в 1974-2005 в Душкинском сельсовете;  
В 1954-1960 в Кневичском,  
В 1960-1974 в Киваевском сельсовете.  
С 2005 - нет населения. 

## Население
0 человек (2002), 0 человек (2010), 0 человек (2013).
Будет упразднен как фактически не существующий в связи с переселением всех жителей на постоянное место жительства в другие населённые пункты